# Wonderland (film 1999)
Wonderland è un film del 1999 diretto da Michael Winterbottom.
La pellicola venne presentata in concorso al 52º Festival di Cannes e vinse il premio per il miglior film ai British Independent Film Awards.
Ambientata in una Londra dal fascino immortale, racconta una storia di solitudini e piccoli drammi familiari.

## Trama
La vita di tre sorelle alle prese con i loro problemi personali, tra maturità e ricerca dell'uomo giusto.